# Полячково
Полячково — деревня в Льговском районе Курской области России. Входит в состав Иванчиковского сельсовета.

## География
Деревня находится а западе центральной части Курской области, в пределах южной части Среднерусской возвышенности, в лесостепной зоне, на расстоянии примерно 9 километров (по прямой) к северо-востоку от города Льгова, административного центра района. Абсолютная высота — 157 метров над уровнем моря.

### Климат
Климат характеризуется как умеренно континентальный, с тёплым летом и умеренно холодной зимой. Среднегодовая температура воздуха — 5,7 °С. Средняя температура воздуха самого тёплого месяца (июля) — 19,4 °C (абсолютный максимум — 32 °С); самого холодного (января) — −8,1 °C (абсолютный минимум — −26 °С). Безморозный период длится около 150 дней в году. Среднегодовое количество атмосферных осадков составляет 563 мм, из которых 391 мм выпадает в период с апреля по октябрь.

### Часовой пояс
Деревня Полячково, как и вся Курская область, находится в часовой зоне МСК (московское время). Смещение применяемого времени относительно UTC составляет +3:00.

## Население
| 2002 | 2010 |
| ---- | ---- |
| 285  | ↘227 |

### Половой состав
По данным Всероссийской переписи населения 2010 года в половой структуре населения мужчины составляли 42,3 %, женщины — соответственно 57,7 %.

### Национальный состав
Согласно результатам переписи 2002 года, в национальной структуре населения русские составляли 98 %.